# Park Brakkenstein
Park Brakkenstein is een park in het oosten van de wijk Heijendaal van de Nederlandse stad Nijmegen. Het park is onderdeel van het voormalig landgoed Brakkesteyn. Het ligt ingeklemd tussen de spoorlijn Nijmegen - Venlo, een stuk van de Heyendaalseweg (inclusief de campus van de Radboud Universiteit) en aan de zuidzijde de d'Almarasweg.

## Geschiedenis
Het landgoed werd voor het eerst vermeld in 1654. In de 18e eeuw werd er een sterrenbos aangelegd. In 1863 werd het landhuis afgebroken en in 1865 werd op die plaats een witte villa gebouwd huize Brakkesteyn. 
In 1915 werd het landgoed eigendom van dezelfde eigenaar als het aangrenzende landgoed Heyendaal en werd dit één aaneengesloten gebied. 
In 1916 werd een stalhouderij met koetshuis gebouwd en in de jaren '30 een tuinmanswoning, een waterput en nieuwe toegangspoorten. Tuinarchitect Samuel Voorhoeve gaf aan het park in die periode de vorm die het nog altijd heeft.
In 1941 eindigde de bewoning van de villa. In het pand werd toen de kliniek voor neurologie van het Canisius-Wilhelmina Ziekenhuis ondergebracht, die daar tot 1966 zou blijven. 
Na enkele jaren leegstand werd in huize Brakkesteyn een restaurant gevestigd. Het landgoed werd nu een openbaar park.

## Hedendaags gebruik
Een deel van het park is tussen 1969 en 1971 door de Katholieke Universiteit Nijmegen bewerkt tot een botanische tuin, de huidige Hortus Nijmegen. In de villa is nu een restaurant gevestigd. 
Het park wordt veel gebruikt voor recreatie, bijvoorbeeld de paardensport. Ook vinden er geregeld feestelijke evenementen plaats, zoals de jaarlijkse Music Meeting (sinds 2004) en het festival FortaRock (2009–2012).

## Foto's

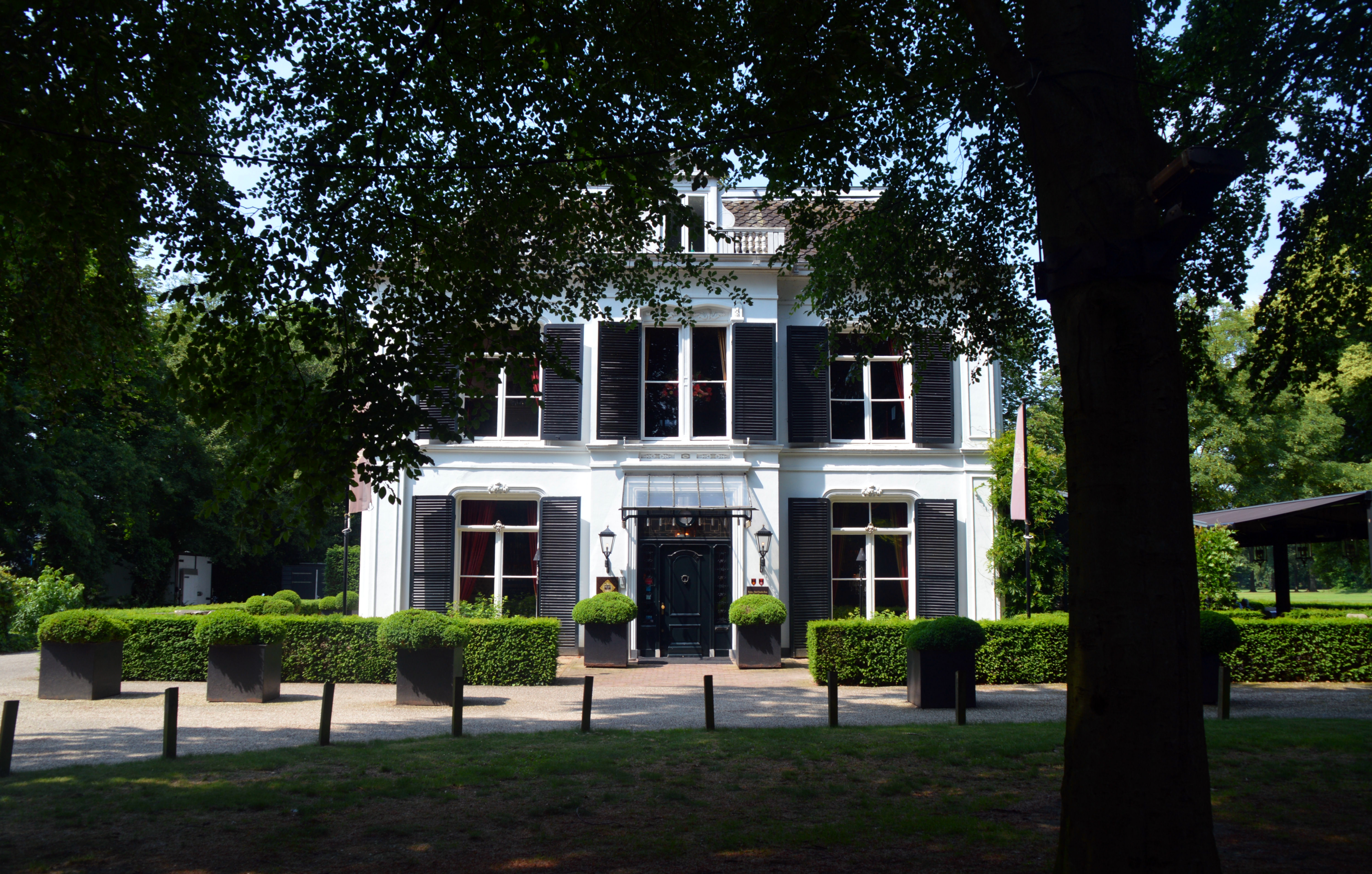
Villa Brakkensteyn
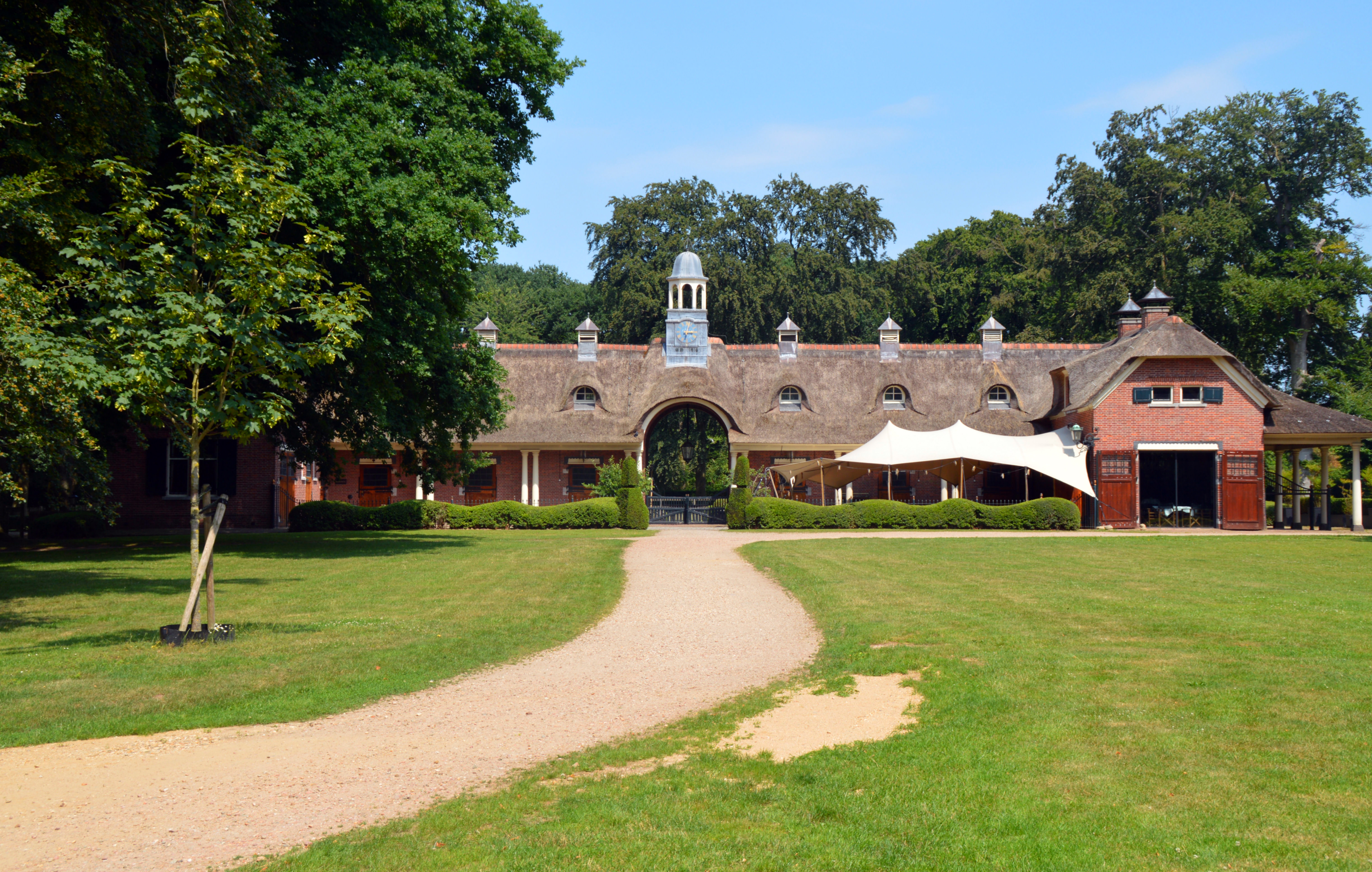
Stalgebouw met koetshuis, Architect A. Jacot, 1906
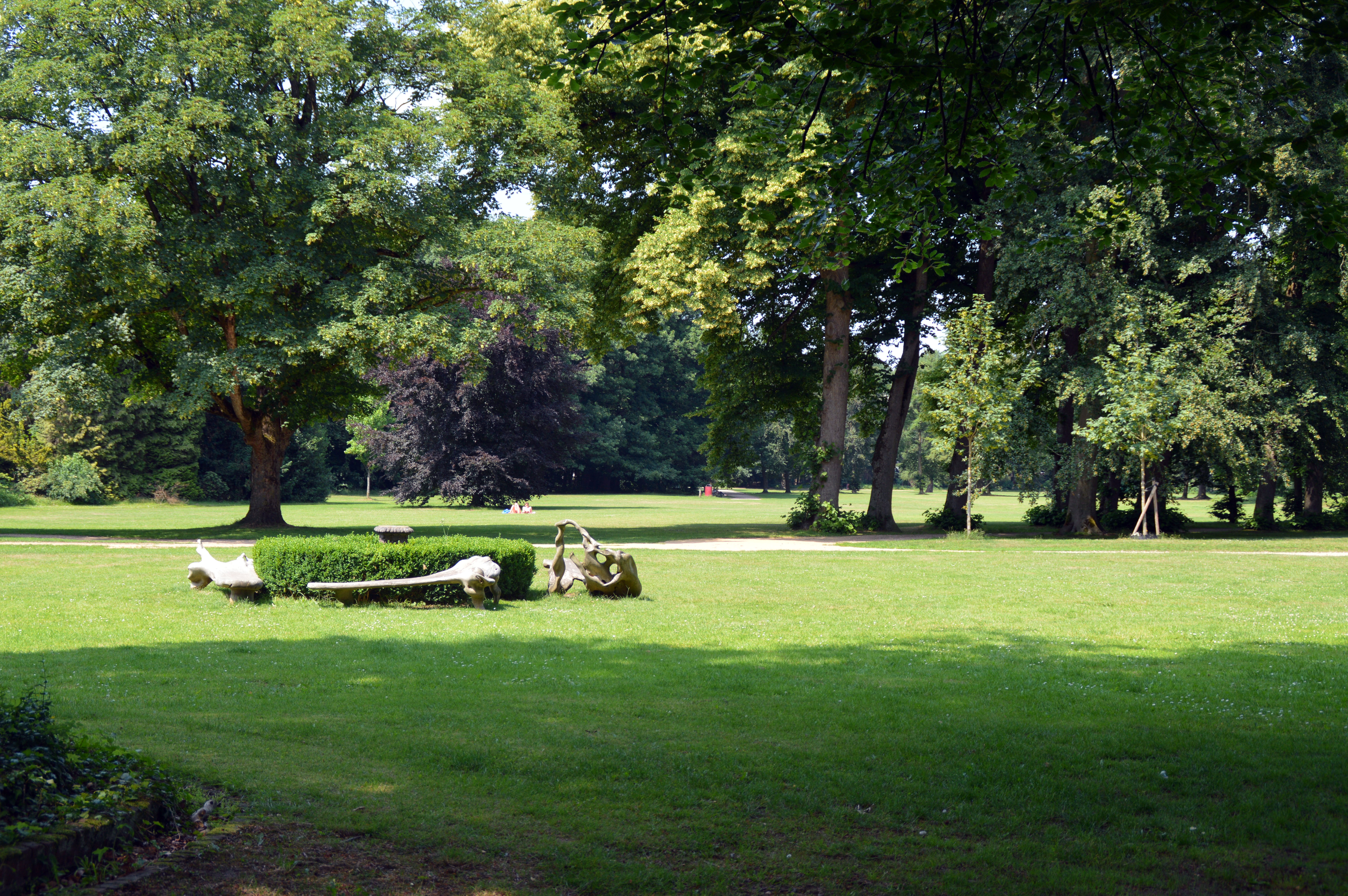
Park Brakkenstein
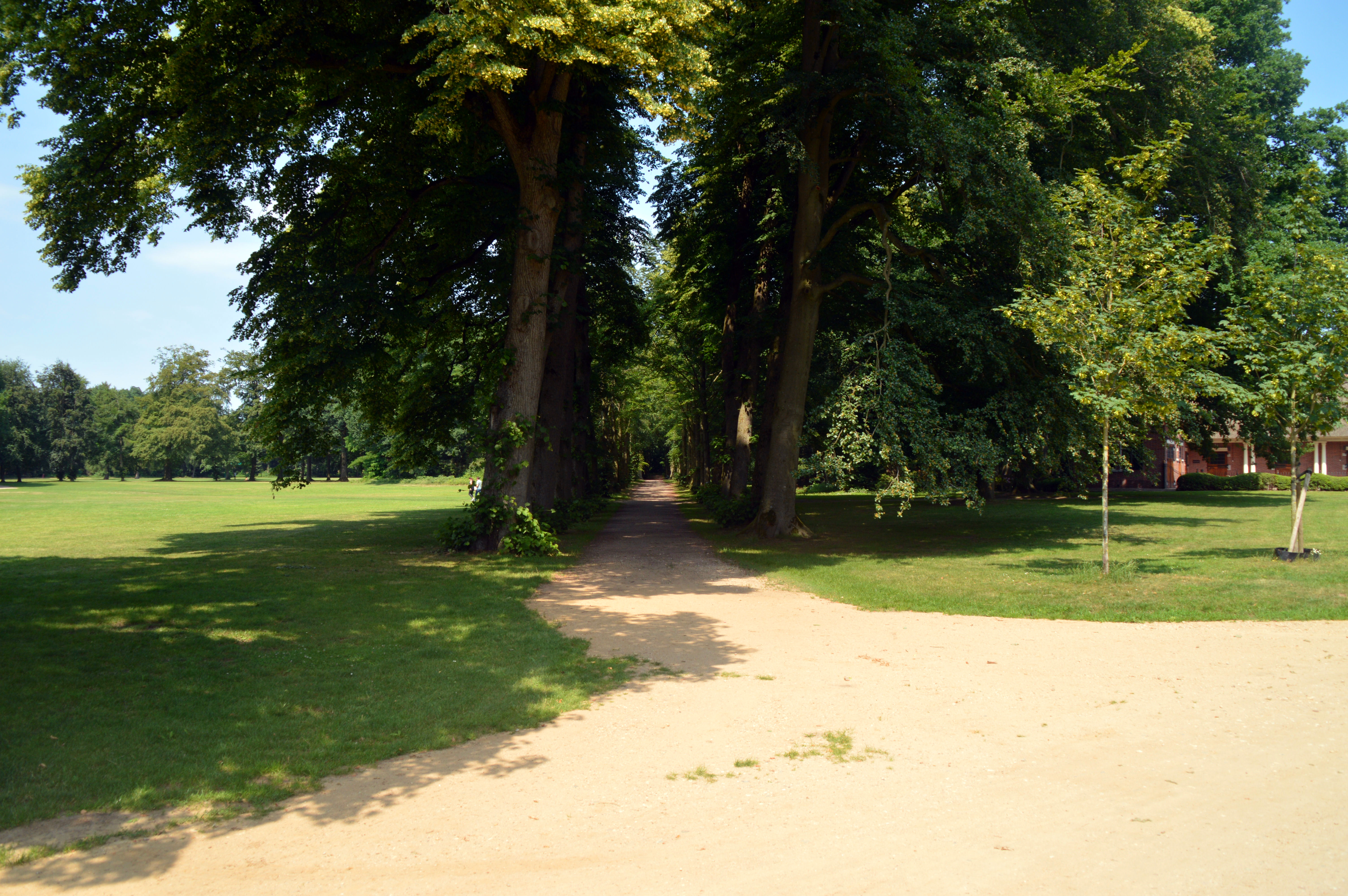
Park Brakkenstein, laan
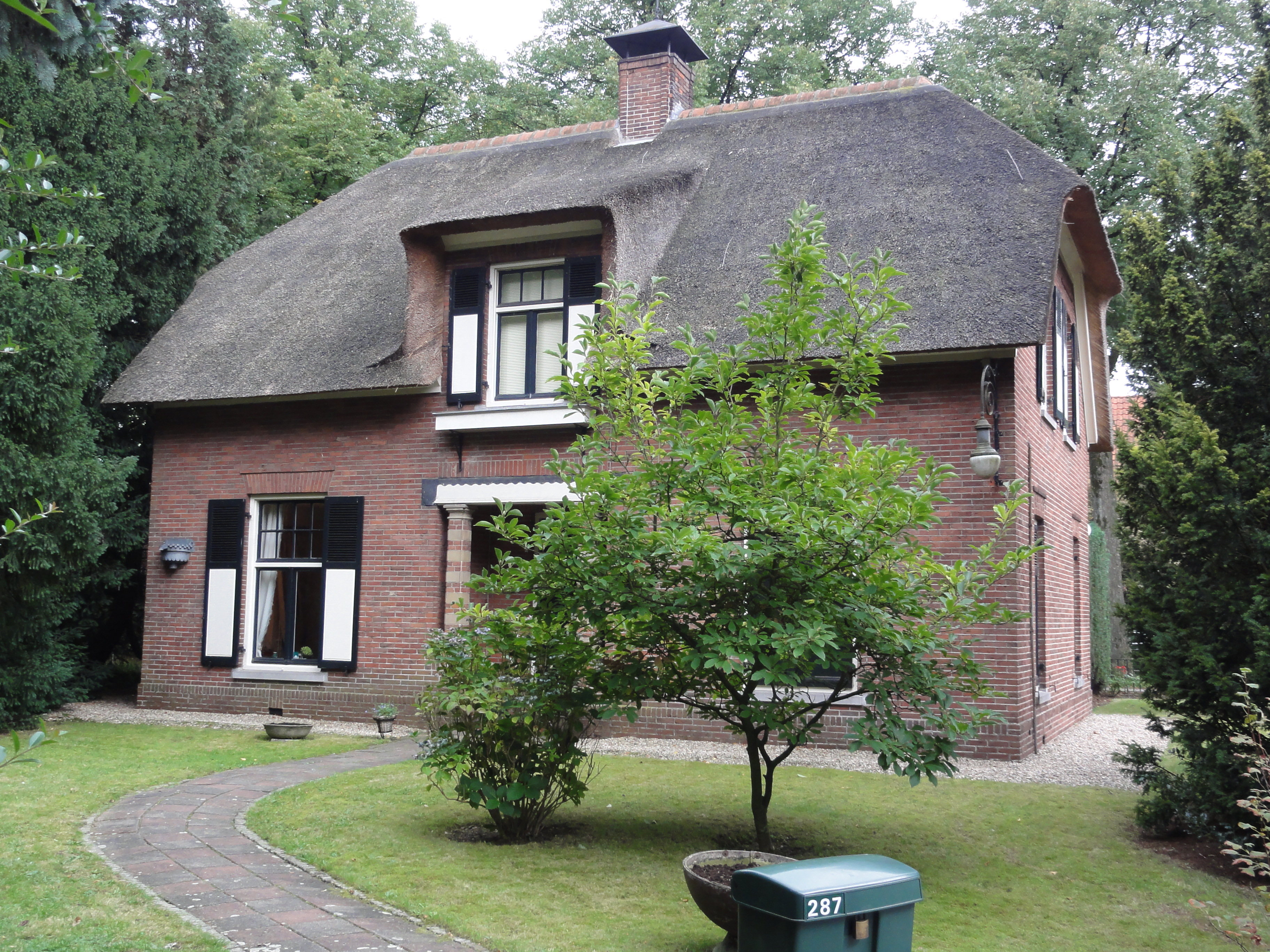
Tuinmanshuis
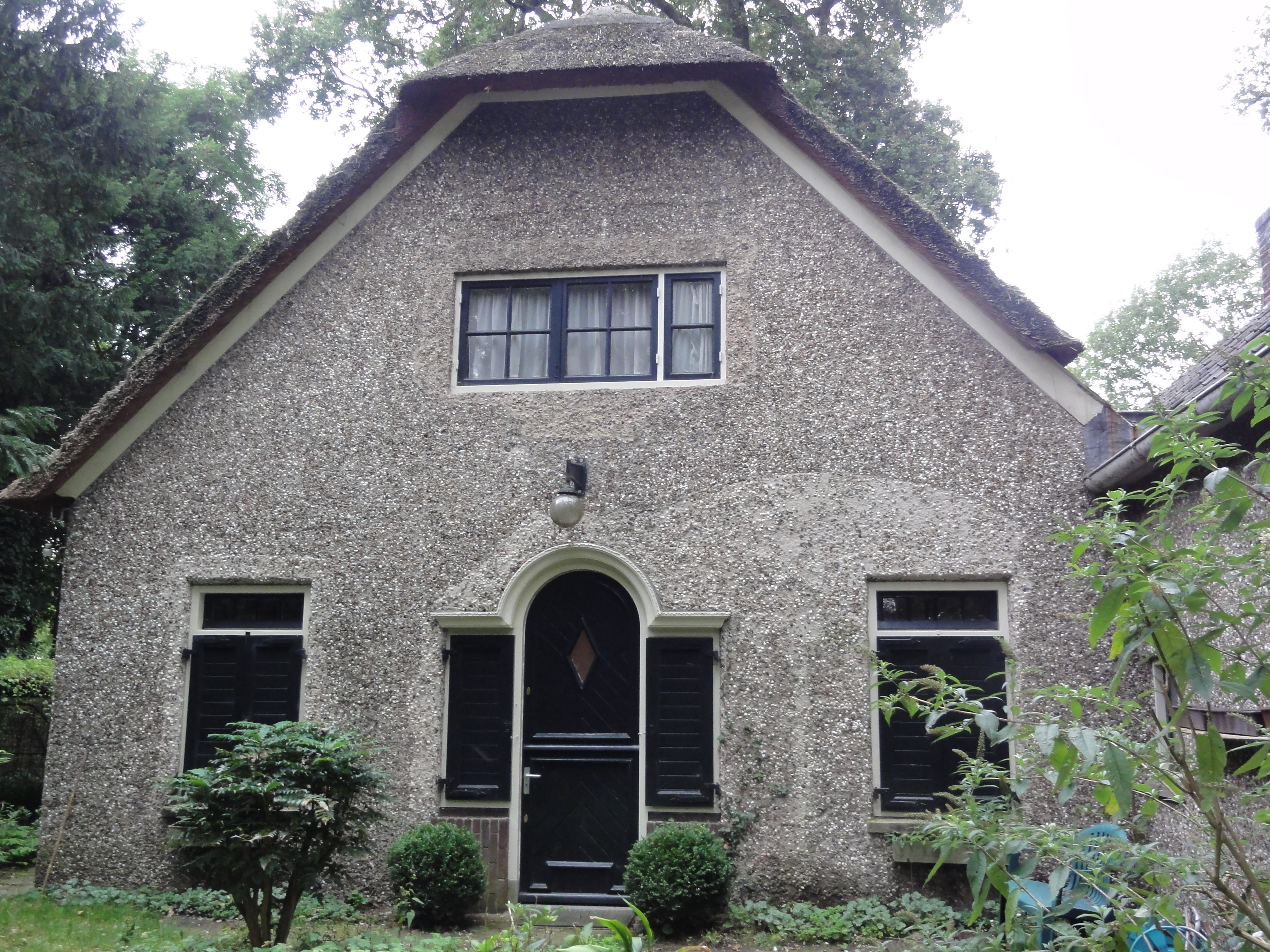
Schelpenhuisje